# Alfredo Vicente Scherer
Alfredo Vicente Scherer, brazilski rimskokatoliški duhovnik, škof in kardinal, * 5. februar 1903, Bom Princípio, Brazilija, † 8. marec 1996, Aparecida, Brazilija.

## Življenjepis
3. aprila 1926 je prejel duhovniško posvečenje.
13. junija 1946 je bil imenovan za pomožnega škofa v Portu Alegre in za naslovnega škofa Hemerie. 30. decembra istega leta je bil imenovan za nadškofa Porta Alegre in 23. februarja 1947 je prejel škofovsko posvečenje. S tega položaja se je upokojil 29. avgusta 1981.
28. aprila 1969 je bil povzdignjen v kardinala in imenovan za kardinal-duhovnika Nostra Signora de La Salette.